# Trioza neglecta
Trioza neglecta är en insektsart som beskrevs av Loginova 1978. Trioza neglecta ingår i släktet Trioza och familjen spetsbladloppor.
Artens utbredningsområde är Iran. Inga underarter finns listade i Catalogue of Life.